# رافائل نیکل
رافائل نیکل (انگلیسی: Rafael Nickel؛ زادهٔ ۳۰ ژوئیهٔ ۱۹۵۸) شمشیرباز اهل آلمان بود.
وی در مسابقات کشوری و بین‌المللی در مجموع برندهٔ ۱ مدال طلا شده‌است.